# Nyva Vinnytsja

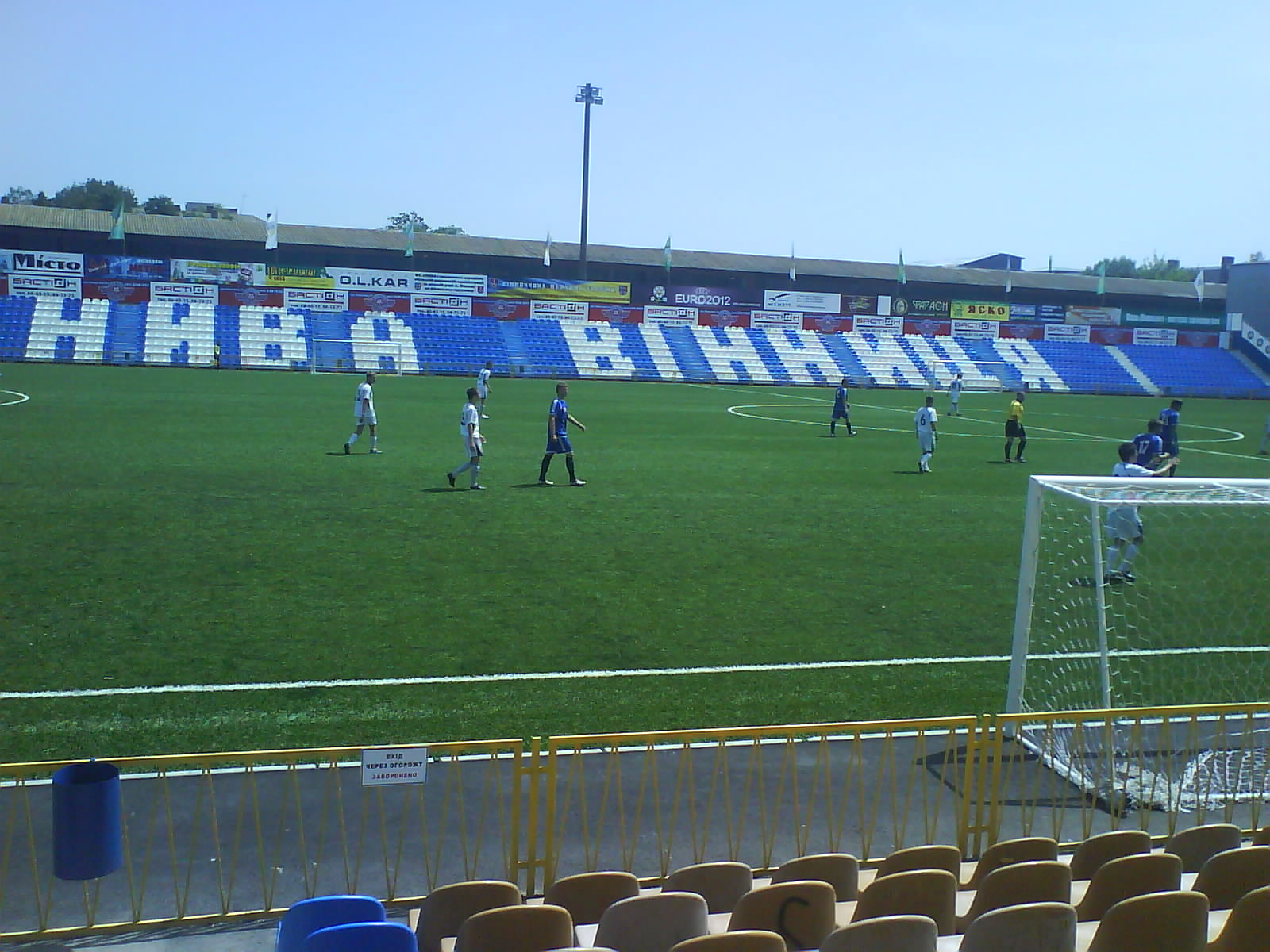
Het Nyva Stadion

PFK Nyva Vinnytsja (Oekraïens: Пфк «Нива» Вінниця) is een Oekraïense voetbalclub uit de stad Vinnytsja. De club werd in 1958 opgericht en ontbonden in 2006. In 2008 werd de club heropgericht maar in 2012 opnieuw ontbonden. In 2015 wederom heropgericht als FC Nyva Vinnytsia. De club speelde in het seizoen 2018-2019 op het derde niveau in Oekraïne.
Nyva was medeoprichter van de Oekraïense hoogste klasse na de onafhankelijkheid van het land. De competitie was in 2 groepen van 10 verdeeld, het volgende seizoen zou het één competitie van 16 clubs worden. Nyva kon zich hier niet voor kwalificeren, in de 2de klasse werd de club wel kampioen en kon zo terugkeren naar de hoogste klasse waar de 10e plaats behaald werd. De volgende seizoenen vocht de club tegen degradatie, een strijd die in 1997 verloren werd. Datzelfde seizoen mocht de club wel Europees voetbal spelen omdat in 1996 de bekerfinale gehaald werd en verloren van kampioen Dynamo Kiev. In de voorronde schakelde het Tallinna Sadam uit maar werd dan zelf geliquideerd door het Zwitserse FC Sion.
In 1999 veranderde de naam in FC Vinnytsja. De eerste seizoenen in de 2de klasse (Persja Liha) eindigde de club in de subtop maar zakte daarna steeds meer weg tot degradatie volgde in 2003, maar de club werd gered door het faillissement van FK Oleksandrija en mocht in de Persja Liha blijven. De naam Nyva werd weer aangenomen en de club eindigde 8ste. In 2005 deed de club het nog beter met een 5de plaats.
Na dit seizoen fusioneerde de club met FC Bersjdad en verhuisde naar de stad Bersjdad. De club had te kampen met financiële problemen en begon al aan de competitie met 9 strafpunten, aan het einde van het seizoen stond de club laatste met 4 schamele punten. Hierna werd de club opgeheven.
In 2008-09 werd de club heropgericht en ging van start in de derde klasse onder de naam FC Nyva-Svitanok, Svitanok betekent nieuw begin. Op 8 juli 2008 werd de naam gewijzigd in PFK Nyva Vinnytsja. Na twee seizoenen promoveerde de club naar de tweede klasse. In 2013 degradeerde de club naar de Droeha Liha.

## Erelijst
- Oekraïense voetbalbeker

Finalist: 1996

## Nyva in Europa
Uitslagen vanuit gezichtspunt Nyva Vinnytsja
| Seizoen | Competitie   | Ronde | Land                 | Club           | Totaalscore | 1e W    | 2e W    | PUC |
| ------- | ------------ | ----- | -------------------- | -------------- | ----------- | ------- | ------- | --- |
| 1996/97 | Europacup II | Q     | Vlag van Estland     | Tallinna Sadam | 2-2 u       | 1-2 (U) | 1-0 (T) | 2.0 |
|         |              | 1R    | Vlag van Zwitserland | FC Sion        | 0-6         | 0-2 (U) | 0-4 (T) | 2.0 |

Totaal aantal punten voor UEFA coëfficiënten: 2.0